# اتفاق ستراسبورغ الخاص بالتصنيف الدولي للبراءات
اتفاق ستراسبورغ الخاص بالتصنيف الدولي للبراءات، والمعروفة أيضًا باسم اتفاقية IPC، هي معاهدة دولية أِنشِأت تصنيفًا مشتركًا لبراءات الاختراع وشهادات المخترعين ونماذج المنفعة وشهادات المنفعة، التي تُعرف باسم "التصنيف الدولي لبراءات الاختراع" التصنيف "(IPC).  وُقّعت المعاهدة في ستراسبورغ بفرنسا في 24 مارس 1971، ودخلت حيز التنفيذ في 7 أكتوبر 1975، جرى تعديلها في 28 سبتمبر 1979. سجّلت المنظمة العالمية للملكية الفكرية الاتفاقية والبيان المعتمد في 28 فبراير 1980. 
يجوز للدول الأطراف في اتفاقية باريس لحماية الملكية الصناعية (1883) أن تصبح طرفًا في اتفاق ستراسبورغ. حتّى أبريل 2023، بلغ عدد الدول المنتسبة للاتفاقية 65 طرفًا متعاقدًا. من الجدير بالذكر أن الكرسي الرسولي إيران وليختنشتاين وقّعوا على الاتفاقي في عام 1971 لكنهم لم يصادقوا عليه.

## أنظر أيضاً
- الاتفاقية الأوروبية بشأن التصنيف الدولي لبراءات الاختراع (1954)

## روابط خارجية
- اتفاق ستراسبورغ بشأن التصنيف الدولي لبراءات الاختراع في قاعدة بيانات ويبو ليكس — الموقع الرسمي لويبو.
  - النص الكامل لاتفاق ستراسبورغ بشأن التصنيف الدولي للبراءات (بالإنجليزية)